# Canton de Rennes-5
Le canton de Rennes-5 est une circonscription électorale française du département d'Ille-et-Vilaine.

## Histoire
Le canton de Rennes-V est créé par décret du 23 juillet 1973 par réorganisation des quatre cantons de Rennes en dix cantons.
Il est supprimé par le décret du 16 janvier 1985 le renommant en canton de Rennes-Nord-Est.
Un nouveau découpage territorial d'Ille-et-Vilaine entre en vigueur à l'occasion des élections départementales de 2015. Il est défini par le décret du 18 février 2014, en application des lois du 17 mai 2013 (loi organique 2013-402 et loi 2013-403). Les conseillers départementaux sont, à compter de ces élections, élus au scrutin majoritaire binominal mixte. Les électeurs de chaque canton élisent au Conseil départemental, nouvelle appellation du Conseil général, deux membres de sexe différent, qui se présentent en binôme de candidats. Les conseillers départementaux sont élus pour 6 ans au scrutin binominal majoritaire à deux tours, l'accès au second tour nécessitant 12,5 % des inscrits au 1er tour. En outre la totalité des conseillers départementaux est renouvelée. Ce nouveau mode de scrutin nécessite un redécoupage des cantons dont le nombre est divisé par deux avec arrondi à l'unité impaire supérieure si ce nombre n'est pas entier impair, assorti de conditions de seuils minimaux. En Ille-et-Vilaine, le nombre de cantons passe ainsi de 53 à 27. Le canton de Rennes-5 est recréé par ce décret.
Il est formé d'une commune issue du canton de Rennes-Sud-Ouest et d'une fraction de la commune de Rennes. Il est entièrement inclus dans l'arrondissement de Rennes. Le bureau centralisateur est situé à Rennes.

## Représentation

### Représentation de 1973 à 1985
| Période | Période | Identité              | Étiquette   | Qualité |
| ------- | ------- | --------------------- | ----------- | --- |
| 1973    | 1976    | Henri Fréville        | MRP puis CD | Professeur Député (1958-1968) Sénateur (1971-1980) Maire de Rennes (1953-1977) Président du Conseil général (1966-1976) |
| 1976    | 1985    | Jean-Michel Boucheron | PS          | Assistant d'économie Député (1981-2012)                                                                                 |

### Représentation depuis 2015
| Période élective | Période élective | Mandat | Mandat   | Identité               | Nuance | Nuance | Qualité |
| ---------------- | ---------------- | ------ | -------- | ---------------------- | ------ | ------ | --- |
| 2015             | 2021             | 2015   | 2021     | Gaëlle Andro           |        | G·s    | Fonctionnaire 1ère vice-présidente de Rennes Métropole, conseillère municipale de Rennes depuis 2014 Ancienne conseillère générale du Canton de Rennes-Sud-Ouest |
| 2015             | 2021             | 2015   | 2021     | Marcel Rogemont        |        | PS     | Cadre supérieur Ancien Député d'Ille-et-Vilaine, membre du conseil municipal de Rennes (1977-2001) Ancien conseiller général du Canton de Rennes-Centre-Ouest    |
| 2021             | 2028             | 2021   | en cours | Olwen Dénès            |        | EELV   | Commerçant - Gérant de coopérative Délégué à la Politique de la Ville et co-président du groupe écologiste, fédéraliste et citoyen                               |
| 2021             | 2028             | 2021   | en cours | Caroline Roger-Moigneu |        | EELV   | Ingénieure sociale, Saint-Jacques-de-la-Lande 6e vice-présidente du conseil départemental                                                                        |

### Résultats détaillés

#### Élections de mars 2015
À l'issue du 1er tour des élections départementales de 2015, deux binômes sont en ballottage : Gaëlle Andro et Marcel Rogemont (PS, 40,75 %) et Gérard Bechara et Michèle Fontaine (UMP, 23,34 %). Le taux de participation est de 45,86 % (10 997 votants sur 23 981 inscrits) contre 50,9 % au niveau départemental et 50,17 % au niveau national.
Au second tour, Gaëlle Andro et Marcel Rogemont (PS) sont élus avec 62,78 % des suffrages exprimés et un taux de participation de 43,62 % (5 989 voix pour 10 460 votants et 23 980 inscrits).

#### Élections de juin 2021
Le premier tour des élections départementales de 2021 est marqué par un très faible taux de participation (33,26 % au niveau national). Dans le canton de Rennes-5, ce taux de participation est de 31,28 % (7 979 votants sur 25 509 inscrits) contre 34,85 % au niveau départemental. À l'issue de ce premier tour, deux binômes sont en ballottage : Olwen Dénès et Caroline Roger-Moigneu (binôme écologiste, 29,09 %) et Vincent Maho-Duhamel et Monique Michelet (PS, 26,44 %).
Le second tour des élections est marqué une nouvelle fois par une abstention massive équivalente au premier tour. Les taux de participation sont de 34,36 % au niveau national, 34,98 % dans le département et 31,2 % dans le canton de Rennes-5. Olwen Dénès et Caroline Roger-Moigneu (binôme écologiste) sont élus avec 54,68 % des suffrages exprimés (3 801 voix pour 7 961 votants et 25 518 inscrits),,. 

## Composition

### Composition de 1973 à 1985
Lors de sa création, le canton de Rennes-V comprend la portion de territoire de la ville de Rennes déterminée par les limites des communes de Saint-Grégoire, Betton et Cesson-Sévigné et l'axe des voies ci-après : route nationale no 12, chemin des Gallets, rue Mirabeau, rue Joseph-Turmel, rue Zacharie-Roussin, boulevard de Metz, boulevard de Sévigné, boulevard de la Duchesse-Anne, rue d'Antrain, avenue du Général-Patton et route nationale no 176.

### Composition depuis 2015
| Nom                            | Code Insee | Intercommunalité | Superficie (km2) | Population (dernière pop. légale)                 | Densité (hab./km2) | Modifier                                    |
| ------------------------------ | ---------- | ---------------- | ---------------- | ------------------------------------------------- | ------------------ | ------------------------------------------- |
| Rennes (bureau centralisateur) | 35238      | Rennes Métropole | 50,39            | Fraction : 34 790 (2022) Commune : 227 830 (2022) | 4 521              | modifier les données · modifier les données |
| Saint-Jacques-de-la-Lande      | 35281      | Rennes Métropole | 11,83            | 13 593 (2022)                                     | 1 149              | modifier les données · modifier les données |
| Canton de Rennes-5             | 3522       |                  |                  | 48 383 (2022)                                     |                    | modifier les données                        |

Le canton de Rennes-5 comprend désormais :
1. une commune entière,
2. la partie de la commune de Rennes située au sud d'une ligne définie par l'axe des voies et limites suivantes : à partir de la limite territoriale de la commune de Vezin-le-Coquet, route de Vezin, rue de Saint-Brieuc, rue Louis-Guilloux, rue de Lorient, ligne de chemin de fer de Paris-Montparnasse à Brest, quai d'Auchel, pont Robert-Schuman, quai de la Prévalaye, rue d'Inkermann, lignes de chemin de fer de Paris-Montparnasse à Brest et de Rennes à Redon, jusqu'à la limite territoriale de la commune de Saint-Jacques-de-la-Lande,
3. la partie de la commune de Rennes située au sud d'une ligne définie par l'axe des voies et limites suivantes : boulevard Georges-Clemenceau, avenue Henri-Fréville, route nationale 137, route nationale 136, rue de Hil, jusqu'à la limite territoriale de la commune de Noyal-Châtillon-sur-Seiche.

Les quartiers rennais compris dans ce canton sont ceux de Bréquigny, Cleunay, Arsenal-Redon, Bourg-l'Evêque et du Moulin du Comte.
Il regroupe désormais les Canton de Rennes-Centre-Ouest (moins le quartier de la Touche), Canton de Rennes-Bréquigny et de Canton de Rennes-Sud-Ouest (moins la commune de Vezin-le-Coquet).

## Démographie
En 2022, le canton comptait 48 383 habitants, en évolution de +8,8 % par rapport à 2016 (Ille-et-Vilaine : +5,46 %, France hors Mayotte : +2,11 %).
| 2013   | 2018   | 2022   |
| ------ | ------ | ------ |
| 41 426 | 45 715 | 48 383 |